# Маркиз Асторга

Герб маркграфов (маркизов) Асторги

## Происхождение рода
Маркиз Асторга (исп. marqués de Astorga) — испанский дворянский титул, созданный 16 июля 1465 года королем Кастилии Энрике IV для Альвара Переса Осорио (ок. 1430 — 1471), владетеля Асторги. Это один из четырёх старейших титулов маркиза в Испанском королевстве. До середины XX века принадлежал великому феодальному роду Осорио (Osorio), который происходит от могущественного графа Осорио Мартинеса (ум. 1160), служившего императору Альфонсу.

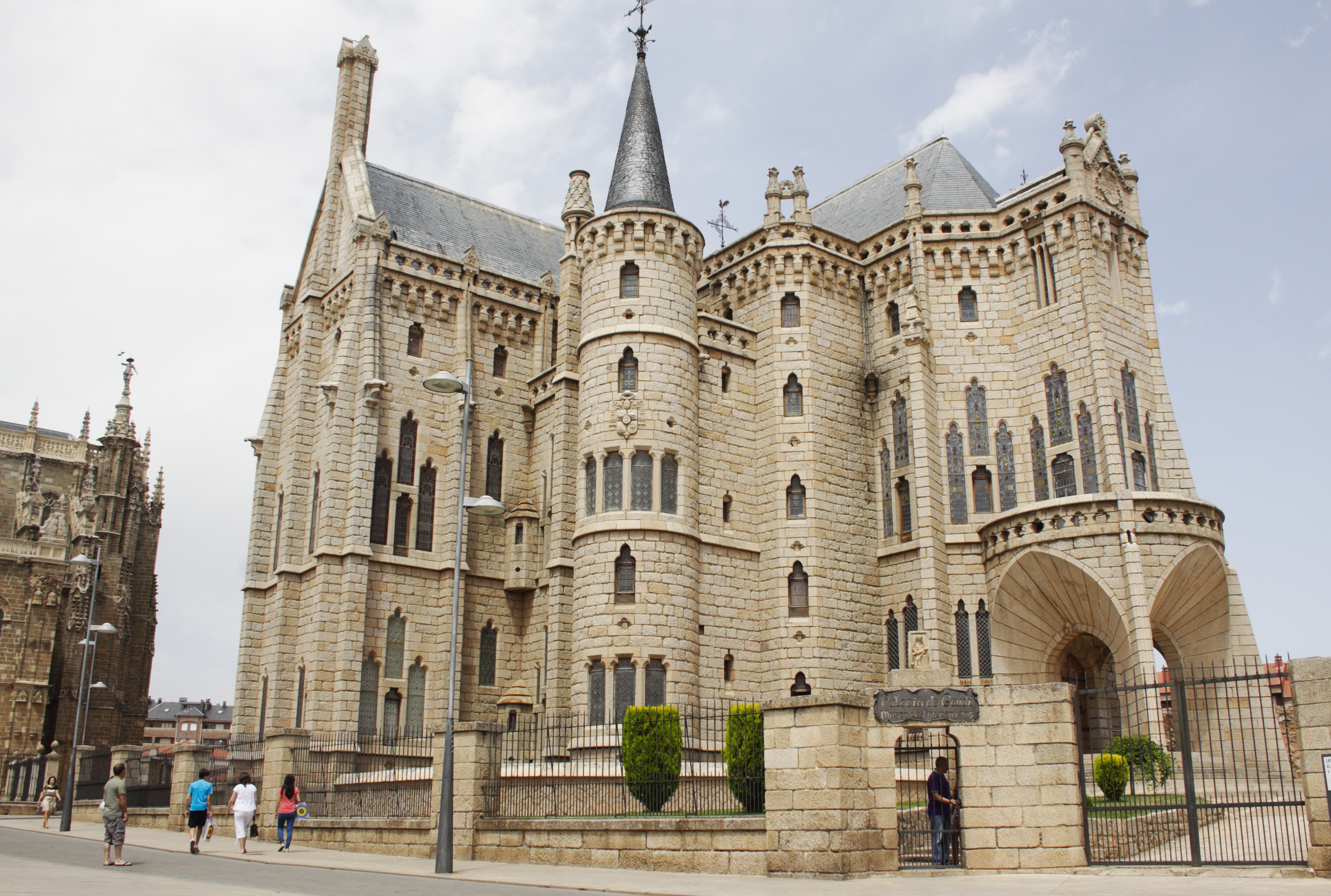
Палацио Епископов Асторга, архитектора Антонио Гауди

## Представители рода
- Осорио Мартинес (лат. Osorius Martini) (до 1108 г. - март 1160 г.) Был родоначальником рода Osorio сеньором из провинции Леон в империи Альфонсо VII. Он служил военным (Рыцарем), императорам на протяжении всей своей долгой карьеры, достигшей пика в 1138–1141 годах. Помимо документальных источников, которые иногда несколько скудны после того, как он лишился королевской благосклонности, он упоминается в двух эпизодах Хроники Альфонсо Императора. Он поддерживал Фердинанда II Леонского после смерти Альфонсо VII (1157), но он умер в кастильской гражданской войне в 1160 году.
- Осорио Альвар Нуньес (исп. Álvar Núñez Osorio; ? — 1329, Замок Бельвер-де-лос-Монтес) — леонский дворянин, 1-й граф Лемос, Трастамара и Саррия. Сын Альвара Родригеса Осорио, сеньора де Вильяорнате, и Эльвиры Нуньес, из старейшего рода Нуньес графов Кастилии, родоночальником которого был Нуньо Расура, который был одним из двух легендарных первых судей Кастилии, назначенных Альфонсо II. Муньо Нуньес считается сыном Нуньо Расуры[1], кроме того есть ещё одна нететулованная сеньорная ветвь Сеньоров де Вильяфранка.
- Осорио Альвар Перес, родственник предыдущего, первый маркиз Асторга, был первенцем Педро Альвареса Осорио, 1-го Графа Трастамара и его первой жены Изабель де Рохас Манрике, рода, одна из младших ветвей которой (Де Лара) стала сеньорами де Амуско. Его отец и несколько его предков занимали соответствующие должности в городе Асторга и осуществляли «контроль над ключевыми источниками дохода для городского правительства». Он унаследовал от отца несколько своих имений, а также графство Трастамара, из которых он был вторым держателем. В его владения входили графства Вильялобос, Вальдерас, Руалес, Вальдеконсильо, Фуэнтес-де-Ропель, Вальдункильо, Кастроверде, Весилла, а также другие владетельные титулы. Король Кастилии Энрике IV, чьим  главным заместителем он был, с 16 июля 1465 г., предоставил ему юрисдикционное владение Асторгой и ее землёй, с титулом маркиза Асторгского. возможность вынужденного выбора (из за противодействия знати) между Асторгой, Луго и Ла-Корунья. Несмотря на свои владения на этих землях, он выбрал Асторгу из-за проблем, с которыми столкнулся его отец из-за противодействия с графом Лемоса, а также со стороны  католизцийской знати, когда он попытался и потерпел неудачу в попытке обратить в веру одного из своих сыновей - Луиса Осорио, который позже был назначен Епископом Хаэна - Архиепископа Сантьяго-де-Компостелы. Он столкнулся с противодействием графов Де Бенавенте и Луни, а также других дворян, объединившихся в конфедерацию, хотя позже они подписали перемирие и он стал единоличным правителем всего маркизата Асторгского. На дату, 1 октября 1469 года, когда он был в городе Саррия, он составил завещание и основал майорат, закреплённый за своим первенцем, сделав таким образом свои земли, должности и титулы наследственными. Он умер в конце 1471 года в том же городе от чумы. Похоронен Кафедральном соборе Асторги[2][3][4].

- Альвар Перес Осорио (ок. 1410 — 1471), 1-й маркиз Асторга, 2-й граф Трастамара, 4-й сеньор Вильялобос, 4-й сеньор Кастроверде, 1-й герцог Агьяр, сеньор дель Парамо, Вильяманьян, Вальдерас (Леон), Кастроверде, Чантада, Бонал, капитан-генерал Галисии и Астурии. Сын Педро Альвареса Осорио, 1-го графа де Трастамара (1405—1461), и Изабеллы де Рохас и Манрике, сеньоры де ла Серда. Женат с 1462 года на Леонор Энрикес-и-Киньонес (ок. 1420 — 1471), дочери Фадрике Энрикеса, адмирала Кастилии и 1-го графа де Мельгар-и-Руэды (ок. 1390 — 1473).
- Педро Альварес Осорио (ок. 1465 — 1505), 2-й маркиз Асторга, 3-й граф Трастамара, 5-й граф Вильялобос, 2-й герцог Агьяр. Единственный сын предыдущего. Был женат на Беатрис Киньонес-и-Энрикес, дочери Диего Фернандеса де Киньонеса, 1-го графа де ла Луна.
- Альвар Перес Осорио (ок. 1495 — 1523), 3-й маркиз Асторга, 4-й граф Трастамара, 6-й граф Вильялобос, 3-й герцог Агьяр. Старший сын предыдущего. 1-я жена: Изабелла Сармиенто де Суньига, 3-я графиня Санта-Марта-де-Ортигейра, 2-я жена: Менсия Осорио, сеньора де Берланга, дочь Педро Альвареса Осорио, 4-го графа Лемоса (1410—1483).
- Педро Альварес Осорио (ок. 1515 — 1 ноября 1560), 4-й маркиз Асторги, 5-й граф Трастамара, 4-й граф Санта-Марта-де-Ортигейра, 7-й граф Вильялобос. Единственный сын предыдущего от первого брака. 1-я жена: Мария Ана Пиментель, дочь Альфонсо Пиментеля, 5-го графа де Бенавенте (1470—1530); 2-я жена: Кэтрин де Мендоса; 3-я жена: Хуана де Лейва, графиня Вильяд.
- Альваро Перес Осорио (ок. 1535 — 29 сентября 1567), 5-й маркиз Асторги, 6-й граф Трастамара, 5-й граф Санта-Марта-де-Ортигейра, 8-й граф Вильялобос. Старший сын предыдущего. Жена: Беатрис Альварес-де-Толедо-и-Энрикес-де-Гусман, младшая дочь Фернандо Альвареса де Толедо, 3-го герцог Альба-де-Тормес (1507—1582).
- Антонио Педро Альварес Осорио (ок. 1555 — 12 февраля 1589), 6-й маркиз Асторги, 7-й граф Трастамара, 6-й граф Санта-Марта-де-Ортигейра, 9-й граф Вильлобос. Единственный сын предыдущего. Жена: Мария Вигил-де-Киньонес-и-Бомонт, дочь Луиса Вигила де Киньонеса, 5-го графа де Луна.
- Альфонсо Перес Осорио Веласко Эррера (ок. 1525 — 25 декабря 1592), 7-й маркиз Асторги, 8-й граф Трастамра, 7-й граф Санта-Марта-де-Ортигейра, 10-й граф Вильялобос. Младший сын Альваро Переса Осорио, 3-го маркиза Астроги (1495—1523) от 2-го брака с Менсией Осорио. Жена: его кузина Мария Осорио де Кастро.
- Педро Альварес Осорио (ок. 1540 — 28 января 1613), 8-й маркиз Асторги, 9-й граф Трастамара, 8-й граф Санта-Марта-де-Ортигейра, 11-й граф Вильялобос, гранд Испании. Сын Педро Альвареса Осори, командора Ордена Калатравы, внук Педро Альвареса Осорио, 4-го маркиза Астроги. Жена: Бланка Манрике де Арагон (ок. 1560 — 1619), дочь Луиса Фернандеса Манрике, 4-го маркиза Агьяра (ок. 1520 — 1585).
- Альваро Перес Осорио (28 февраля 1600 — 21 ноября 1659), 9-й маркиз Асторги, 10-й граф Трастамара, 8-й граф Санта-Марта-де-Ортигейра, 12-й граф Вильялобос, гранд Испании, комендадор Альмодовара-и-Эрреры. Единственный сын предыдущего. 1-я жена: Мария Альварес де Толедо, дочь Антонио Альвареса де Толедо, 5-го герцога Альбы, 2-я жена: Франсиска Теллес-Хирон (ок. 1610 — 1648), дочь Хуана Габриэла Хосе Пачеко-и-Толедо, 3-го графа де Пуэбла де Монтальбан (1590—1666), 3-я жена: Хуана Фахардо-Часон-и-Манрике-де-Медоса, 2-я маркиза де Сан-Леонардо, дочь Гонсало Фахардо Часона Давалоса, 1-го маркиза де Сан-Леонардо.
- Антонио Педро Санчо Давила-и-Осорио (ок. 1615 — 29 февраля 1689), 10-й маркиз Асторги, 4-й маркиз Велада, 2-й маркиз Сан-Роман, 11-й граф Трастамара, 9-й граф Санта-Марта-де-Ортигейра, дважды гранд Испании, 12-й сеньор де Вильялобос, 11-й сеньор Гуадамора, Вентосы, 6-й сеньор де Вильянуэвы, сеньор де лос Эстадос-Поула, Рефоксос, Милманды, камергер короля Испании Карлоса II, посол в Риме, вице-король и капитан-генерал Валенсии (1664—1666), вице-король и капитан-генерал Неаполя (1672—1675), главный управляющий королевы-матери Марии Луизы, командир-генерал артиллерии, член государственного совета. Сын Антонио Санчо Давила-и-Толедо, 3-го маркиза де Велада (1590—1666) и Констанцы Осорио (ок. 1560 — 1645), дочери 8-го маркиза Остроги. 1-я жена: Хуана Мария де Веласко, маркиза де Салинас; 2-я жена: Ана Мария де Гусман-и-Сильва, 3-я графиня де Сальтес, дочь Мигеля де Гусмана, графа де Вальверде; 3-я жена: Мария Пиментель.

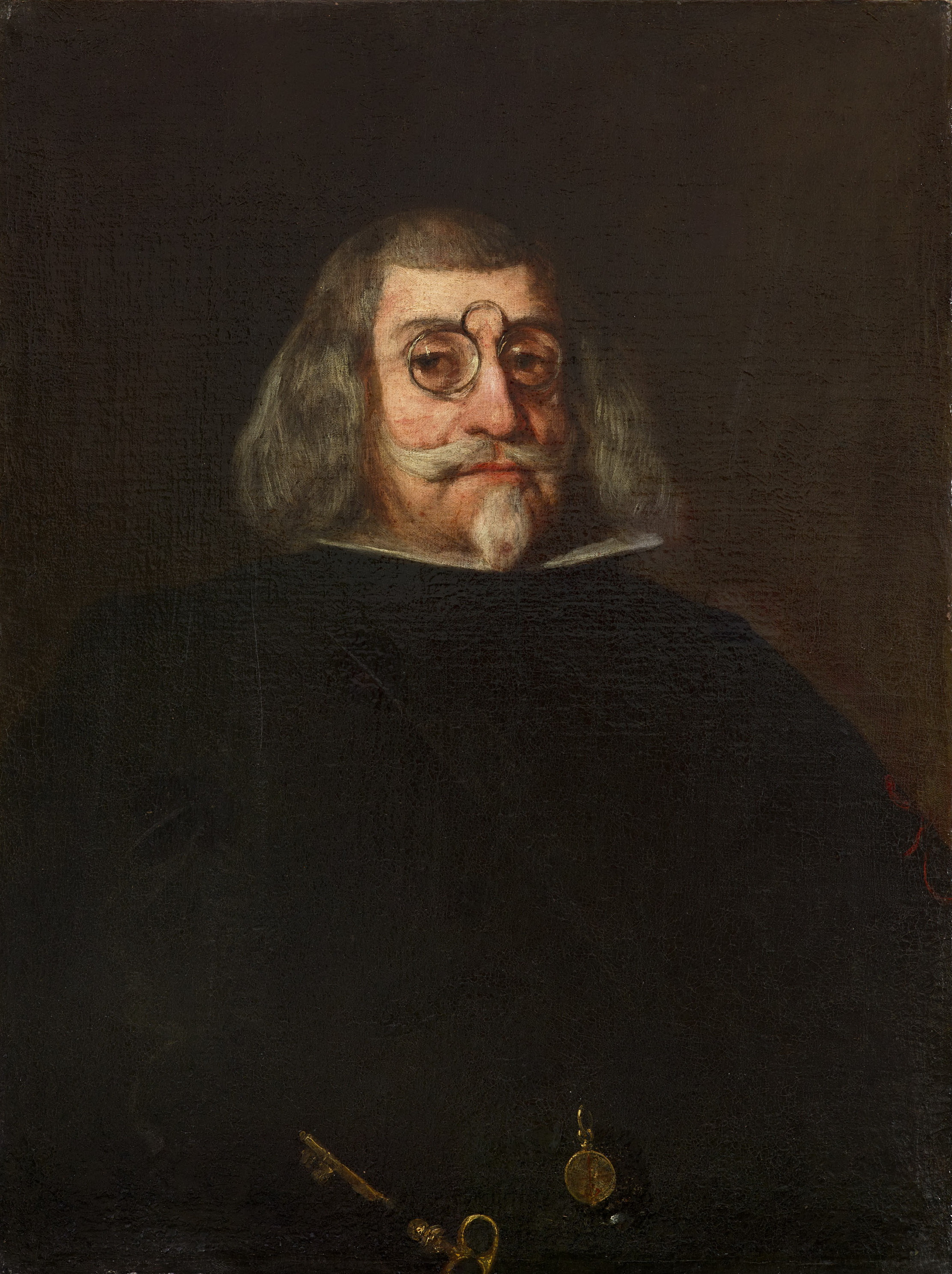
Антонио Педро Санчо Давила-и-Осорио, 10-й маркиз Асторги (ок. 1585 1689), вице-король Валенсии (1664—1666) и Неаполя (1672—1675)

- Ана Давила-и-Осорио (ок. 1585 — 26 июля 1692), 11-я маркиза де Асторга, 5-я маркиза де Велада, 3-я маркиза де Сан-Роман, 12-я графиня Трастамара, 10-я графиня Санта-Марта-де-Ортигейра, трижды гранд Испании, 13-я сеньора де Вильялобос, 11-я сеньора дель Офисио. Младшая сестра предыдущего. Муж — Мануэл Луис де Гусман-и-Манрике-де-Суньига, 7-й маркиз де Аямонте и 4-й маркиза де Вильяманрике.
- Мельчор де Гусман Осорио Давила Манрике де Суньига (умер 15 апреля 1710), 12-й маркиз Асторги, 6-й маркиз де Велада, 4-й маркиз Сан-Роман, 5-й маркиз Вильяманрике, 8-й маркиз Аямонте, 13-й граф Трастамара, 5-й граф Сальтес, 15-й граф Ньева, 11-й граф Санта-Марта-де-Ортигейра, граф де Мансанарес, гранд Испании, комендадор де Мансанарес, капитан-генерал Галисии (1696—1700). Старший сын предыдущей. 1-я жена: Антония Басилиса де ла Серда (1662—1679), дочь Хуана Франсиско де ла Серда, герцога де Мединасели (1637—1691), 2-я жена: Мария Ана Фернандес-де-Кордоба-и-Фигероа (1660—1711), дочь Луиса Игнацио Фернандеса де Кордобы, 6-го маркиза де Прьего (1623—1665).
- Ана Николаса де Гусман-Осорио-Давила-и-Манрике-де-Суньига (умерла в 1762), 13-я маркиза де Асторга, 7-я маркиза де Велада, 5-я маркиза де Сан-Роман, 6-я маркиза де Вильяманрике, 8-я маркиза де Аямонте, 14-я гарфиня Трастамара, 6-я графиня Сальтес, 15-я графиня де Ньева, 12-я графиня Санта-Марта-де-Ортигейра, гранд Испании. Единственная дочь предыдущего от 2-го брака. Муж (с 1707 года): Антонио Гаспар Осорио-и-Москосо-и-Арагон, 5-й граф де Альтамира (1689—1725)

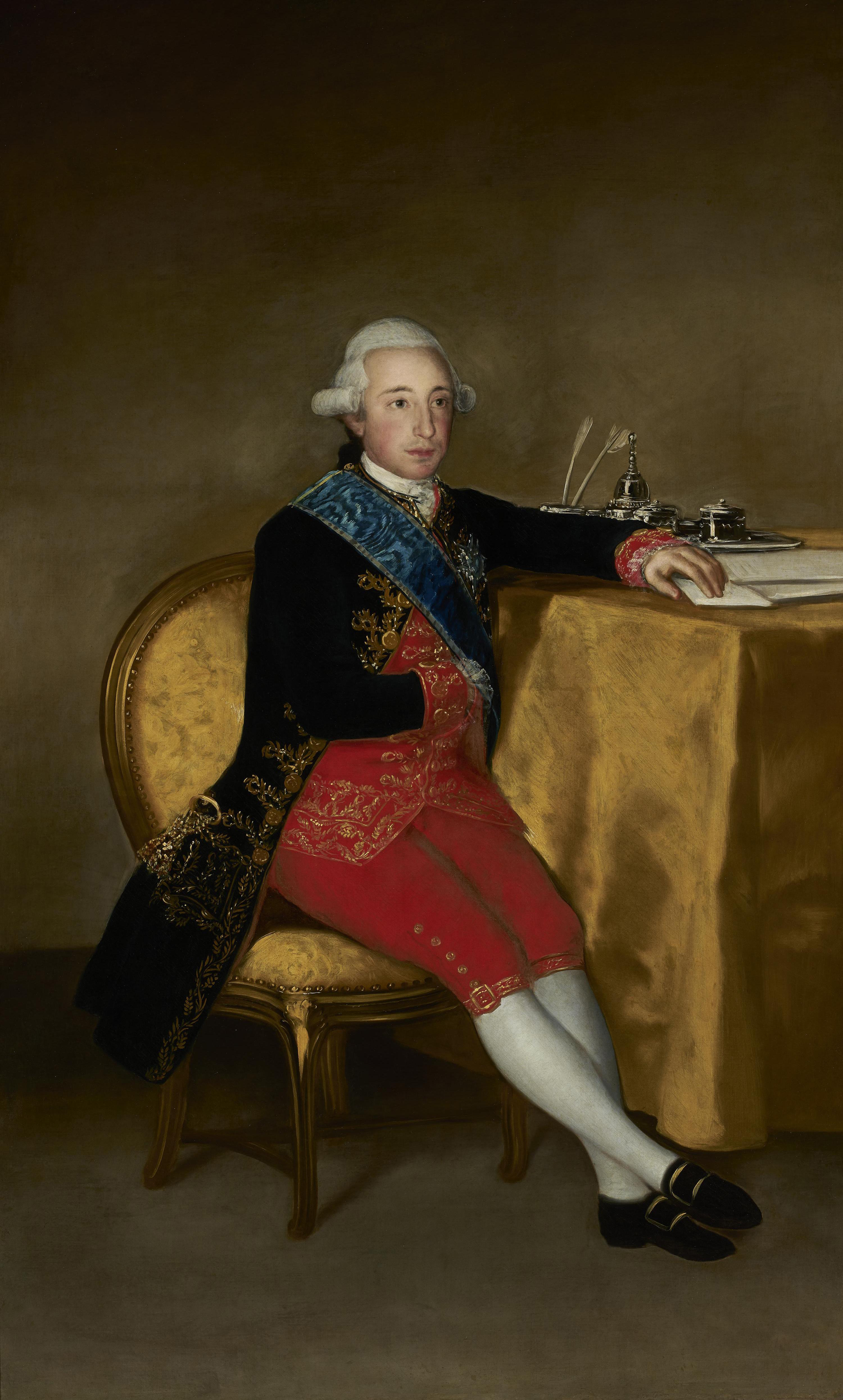
15-й маркиз Асторги на портрете кисти Гойи.

- Вентура Осорио-де-Москосо-и-Гусман-Давила-и-Арагон (1707 — 29 марта 1746), 14-й маркиз Асторги, 6-й герцог Санлукар-ла-Майор, 6-й герцог Медина-де-лас-Торрес, 8-й маркиз де Альмасан, 9-й маркиз де Поса, 4-й маркиз Мората-де-ла-Вега, 5-й маркиз Майрена, 10-й маркиз Аямонте, 6-й маркиз же Сан-Роман, 7-й маркиз де Вильяманрике, 4-й маркиз Монастерио, 5-й маркиз Леганес, 8-й маркиз де Велада, 13-й граф Монтеагудо, 10-й граф Альтамира, 8-й граф Лодоса, 8-й граф Асналькольяр, 14-й граф Трастамара, 8-й граф Сальтес, 16-й граф Ньева и 15-й графа Санта-Марта-де-Ортигейра. Старший сын предыдущей. Жена: Буэнавентура Франсиска Фернандес-де-Кордоба-Фолх-де-Кардона, 11-я герцогиня де Сесса (1712—1768), дочь Франсиско Хавьера Фернандеса де Кордобы, 10-го герцога де Сесса (1687—1750).

- Вентура Осорио-де-Москосо-и-Фернандес-де-Кордова (1731 — 6 января 1776), 15-й маркиз Осторги, 16-й граф де Кабре, 7-й герцог Санлукар-ла-Майор, 5-й герцог Медина-де-лас-Торрес, 5-й герцог Атристо, 13-й герцог Сесса, 11-й герцог Терранова, 11-й герцог Сантанжело, 11-й герцог Андрия, 9-й герцог Баэна, 11-й герцог де Сома, 6-й маркиз де Леганес, 9-й маркиз де Велада, 10-й граф Альтамира, 11-й принц Арасена, Маратеа, Яффа и Веноза, 9-й маркиз Альмасан, 10-й маркиз де Поса, 5-й маркиз де Мората-де-ла-Вега, 6-й маркиз де Майрена, 13-й маркиз Аямонте, 7-й маркиз де Сан-Роман, 8-й маркиз де Вильяманрике, 5-й маркиз Монастерио, 15-й граф Монтеагудо, 9-й граф Лодоса, 9-й граф Асналькольяр, 17-й граф Ньева, 9-й граф Сальтес, 15-й граф Трастамара, 16-й граф Санта-Марта-де-Ортигейра, 17-й граф Паламос, 11-й граф Оливето, 17-й граф де Авеллино, 17-й граф де Тривенто, 16-й виконт де Иснахар, 26-й барон Бельпуч, 11-й барон де Калонже и барон Линьола. Жена: Мария-де-ла-Консепсьон де Гусман-и-Гевара-Фернандес-де-Кордова (1730—1776), дочь Хосе Марии де Гусман-Велеса-де-Гевары-Манрике-де-Лара-Спинолы, 6-го маркиза де Монтеалегре (ум. 1781).

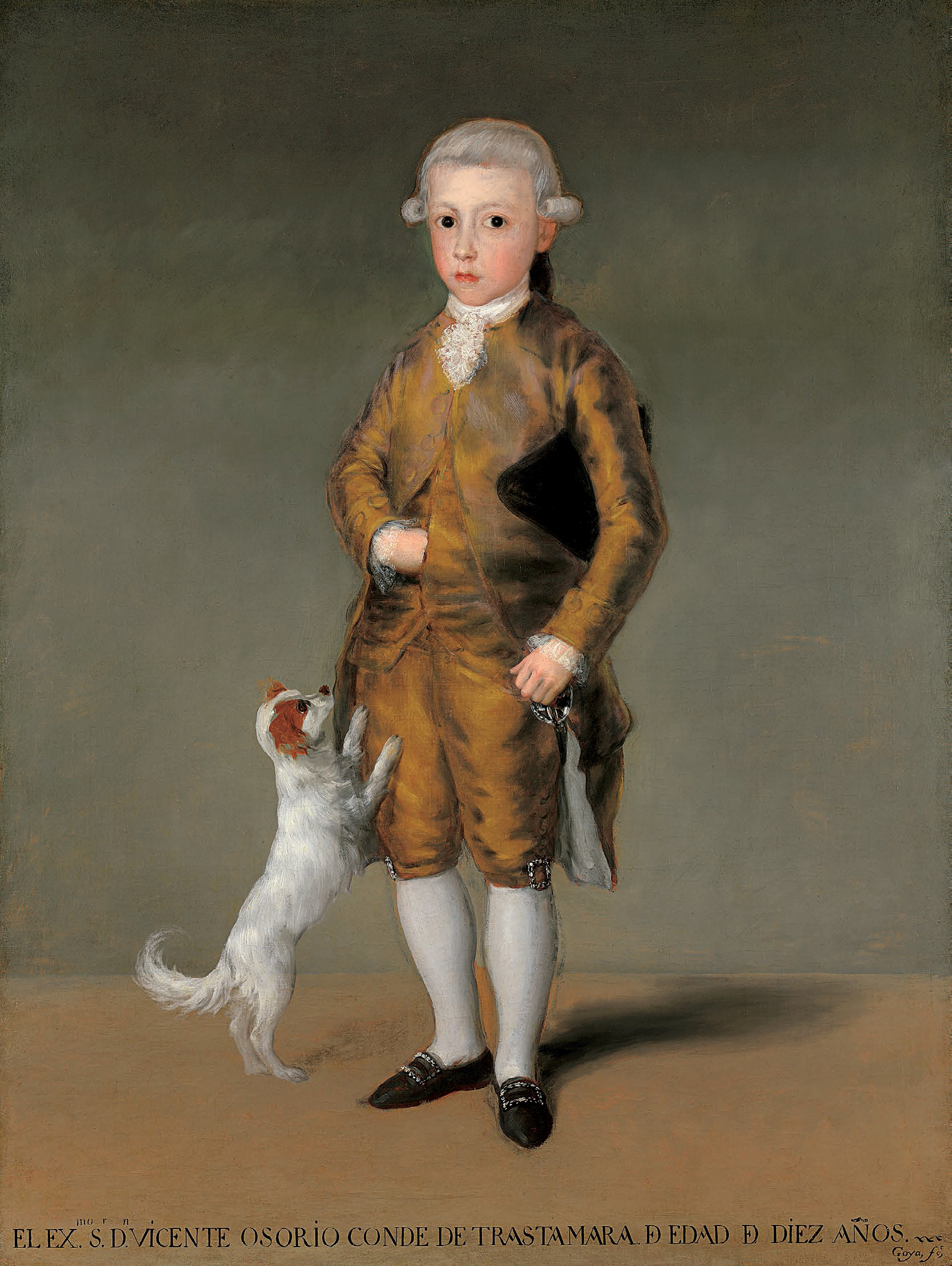
16-й маркиз Асторги ребёнком. Портрет кисти Гойи.

- Висенте Хоакин Осорио-де-Москосо-и-Гусман (17 января 1756, Мадрид — 26 августа 1816, Мадрид), 16-й маркиз Асторги, 27-й граф де Кабре, 8-й герцог Санкулар-ла-Майор, 6-й герцог Медина-де-лас-Торрес, 6-й герцог Атристо, 14-й герцог Сесса, 12-й герцог Терранова, 12-й герцог Сантанжело, 12-й герцог Андрия, 10-й герцог Баэна, 12-й герцог де Сома, 14-й герцог Македа, 7-й маркиз Леганес, 10-й маркиз де Велада, 11-й граф Альтамира, 12-й принц Арасена, Маратеа Яффо и Веноза, 10-й маркиз Альмасан, 11-й маркиз де Поса, 6-й маркиз де Мората-де-ла-Вега, 7-й маркиз Майрена, 14-й маркиз Аямонте, 8-й маркиз Сан-Роман, 9-й маркиз де Вильяманрике, 6-й маркиз Монастерио, 13-й маркиз Эльче (по наследству от дома Македа), 15-й граф Монтеагудо, 10-й граф Лодоса, 10-й граф Асналькольяр, 18-й граф де Ньева, 10-й граф де Сальтес, 16-й граф де Трастамара, 27-й граф Санта-Марта-де-Ортигейра, 18-й граф Паламос, 12-й граф де Оливето и 28-й граф Авеллино (Королевство обеих Сицилий), 28-й граф де Тривенто (Королевство обеих Сицилий), 27-й виконт Иснахар, 27-й барон Бельпуч, 12-й барон де Калонже-и-Линьола (Королевство обеих Сицилий). Единственный сын предыдущего. 1-я жена (с 1774 года): Мария Игнасия Альварес-де-Толедо-и-Гонзага (1757—1795), дочь Антонио Марии Альвареса-де-Толедо-и-Гусмана, 10-го маркиза де Ваиллфранка-дель-Бьерсо (1716—1773), 2-я жена (с 1806 года): Мария Магдалена Фернандес-де-Кордоба-и-Понсе-де-Леон (1780—1830), дочь Хоакина Фернандеса-де-Кордобы-и-Носес, 3-го маркиза де ла Пуэбла де лос Инфантес (1751—1812).
- Висенте Изабель Осорио-де-Москосо-и-Альварес-де-Толедо (19 ноября 1777, Мадрид — 31 августа 1837, Мадрид), старший сын предыдущего от 1-го брака. 17-й маркиз Асторги, 28-й граф де Кабре, 9-й герцог Санлукар-ла-Майор, 7-й герцог Медина-де-лас-Торрес, 7-й герцог Атристо, 14-й герцог Сесса, 13-й герцог Терранова (Королевство обеих Сицилий), 13-й герцог Сантанжело (Королевство обеих Сицилий), 13-й герцог Андрия (Королевство обеих Сицилий), 11-й герцог де Баэна, 13-й герцог де Сома и 15-й герцог де Македа, 8-й маркиз Леганес, 11-й графа де Велада, 12-й граф Альтамира, 13-й принц Арасена, Маратеа, Яффо и Веноса (Королевство обеих Сицилий), 11-й маркиз Альмасан, 12-й маркиз де Поса, 7-й маркиз де Мората-де-ла-Вега, 8-й маркиз Майрена, 15-й маркиз Аямонте, 9-й маркиз Сан-Роман, 10-й маркиз де Вильяманрике, 7-й маркиз Монастерио, 14-й маркиз Эльче, 16-й граф Монтеагудо, 11-й граф де Лодоса, 11-й граф Асналькольяр, 19-й граф де Ньева, 11-й граф де Сальтес, 17-й граф Трастамара, 18-й граф Санта-Марта-де-Ортигейра, 19-й граф де Паламос, 13-й граф де Оливето, 19-й граф Авеллино (Королевство обеих Сицилий) и 19-й граф де Тривенто (Королевство обеих Сицилий), 28-й виконт Иснахар, 28-й барон Бельпуч, 13-й барон Калонже-и-Линьола (Королевство обеих Сицилий). Жена (с 1798 года): Мария дель Кармен Понсе-де-Леон-и-Карвахаль, 6-я герцогиня Монтемар (1780—1813), дочь Антонио Марии Понсе-де-Леон-и-Давила-Каррильо-де-Альброноса, 4-го герцога де Монтемара (1757—1826).
- Висенте Пио Осорио-Москосо-и-Понсе-де-Леон (11 июля 1801, Мадрид — 22 февраля 1864, Мадрид), старший сын предыдущего. 18-й маркиз Асторги, 19-й граф Кабре, 10-й герцог Санлукар-ла-Майор, 8-й герцог Медина-де-ла-Торрес, 8-й герцог Атристо, 15-й герцог де Сесса, 4-й герцог Тарранова, 15-й герцог Сантаджело (до 1860), 14-й герцог Андрия (до 1860 года) 12-й герцог де Баэна, 14-й герцог де Сома, 16-й герцог де Македа, 5-й герцог Монтемар, 9-й маркиз Леганес, 12-й маркиз же Велада, 13-й граф Альтамира, 14-й принц (до 1860 года) Арасена, Маратеа, Яффо и Венозы, 12-й маркиз Альмасан, 13-й маркиз де Поса, 8-й маркиз де Мората-де-ла-Вега, 9-й маркиз Майрена, 16-й маркиз Аямонте, 10-й маркиз Сан-Роман, 11-й маркиз Вильяманрике, 8-й маркиз Монастерио, 15-й маркиз де Эльче, 10-й маркиз Кастромонте, 11-й маркиз де Монтемайор, 7-й маркиз дель Агуйла, 17-й граф де Монтеагудо, 12-й граф де Лодоса, 12-й граф де Асналькольер, 20-й граф де Ньева, 12-й граф де Сальтес, 18-й граф де Трастамара, 19-й граф Санта-Марта-де-Ортигейра, 20-й граф де Паламос, 14-й граф де Оливето (до 1860 года), 20-й граф де Тривенто, 20-й граф де Авеллино (до 1860 года), 7-й граф де Гарсиэс, 7-й граф де Валермосо, 11-й граф де Кантильяна, 19-й виконт Иснахар, 29-й барон Бельпуч, 14-й барон Калонже-и-Линьола (до 1860 года). 30 июня 1821 года он женился на Марии Луизе де Карвахаль-Варгас-и-Керальт (20 марта 1804 — 2 сентября 1843), дочери Хосе Мигеля де Карвахаль-Варгас-и-Манрике-де-Лара, 2-го герцога де Сан-Карлос (1771—1828).
- Хосе Мария Осорио-де-Москосо-и-Карвахаль-Варгас (12 апреля 1828, Мадрид — 4 ноября 1881, Кордова), единственный сын предыдущего. 19-й маркиз Асторги, 20-й граф Кабре, 16-й герцог де Сесса, 6-й герцог де Монтемар, 9-й герцог Атристо, 10-й маркиз Леганес, 14-й граф Альтамира, 8-й маркиз де Агуйла, 9-й маркиз Мората-де-ла-Вега, 11-й маркиз Сан-Роман, 19-й граф Трастамара, кавалер Алькантара (30 марта 1844) и т. д. 10 февраля 1847 года женился в Мадриде на Луизе Терезе де Бурбон-Сицилийской, инфанте Испании (11 июня 1824 — 27 декабря 1900), дочери Франсиско де Паула де Бурбон, инфанта Испании, 1-го герцога де Кадис (1794—1865)
- Франциск Асис Осорио-де-Москосо-и-Хордан-Уррьес (6 декабря 1874, Мадрид — 5 апреля 1952, Мадрид), старший сын предыдущего, 19-й маркиз Асторги, 22-й граф де Кабре, 28-й герцог Сесса, 19-й герцог де Македа, 16-й граф Альтамира, 10-й маркиз де Агуйла и 16-й маркиз Айямонте, 2-й графа Трастамара и т. д. 1-я жена (с 1897 года): Мария Долорес де Рейносо-и-Керальт, 12-я графиня де Фуэнклара (1880 — 28 июня 1905), дочь Федерико Рейносо-и-Муньоса-де-Веласко, 8-го маркиза де Пико де Веласко де Ангустина (1851—1913); 2-я жена (с 1909 года): Мария де лос Долорес де Тарамона-и-Диес-де-Энтресото (15 марта 1880 — 6 января 1962), дочь Мануэля де Тарамона-и-Сайнс-де-Терронес.
- Мария дель Сокорро Перпетуо Осорио-де-Москосо-и-Рейносо (30 июня 1899, Мадрид — 20 октября 1980, Авила), старшая дочь предыдущего. 20-я маркиза Астрога, 19-я герцогиня Сесса, 21-я герцогиня Македа, 24-я графиня Прьего, 3-я герцогиня Сантанджело, 13-я графиня Лодоса и т. д. Она вышла замуж за Леопольдо Барона-и-Торреса, кавалера Ордена Калатравы (15 марта 1890 — 25 сентября 1952), сына Альваро Барона-и-де-Зеа-Бермудес (1846—1906) и Фернанды Торрес-и-Эрро (1853—1952).
- Гонсало Гавито и Барон (5 февраля 1948—2003), единственный сын Леопольда Барона-и-Осорио-де-Москосо, 19-го герцога де Сесса (1920—1974), внук предыдущей. 21-й маркиз Асторги, 21-й герцог Сесса, 12-й герцог де Атристо, 14-й маркиз Леганес, 19-й граф Альтамира, 13-й маркиз Мората-де-ла-Вега, 11-й маркиз Пико-де-Веласко-Ангустина и т. д. Женат на Сюзанне Каррал-и-Пинсон (род. 1945), от брака с которой у него сын Гонсало Барон-и-Каррал (род. 1978) и дочь Аделаида Барон-и-Каррал, 13-я герцогиня де Атристо (род. 1977)
- Мари дель Пилар Палома Казанова-Карденас-и-Барон (род. 11 мая 1947), 22-я маркиза Астроги, 23-я герцогиня де Македа, 19-я маркиза де Аямонте, 14-я маркиза де ла Вилья де Сан-Роман, 25-я графиня Кабре, виконтесса Иснахар, графиня Монтеагудо де Мендоса, графиня Валермосо и баронесса Линьола. Старшая дочь Бальтазара де Казанова-Кардеса-и-де-Феррера (1918—2006) и Марии де лос Долорес Барон-и-Осорио-де-Москосо, 22-й герцогини де Магуэда (1917—1989), старшей дочери Марии дель Сокорро Перпетуо Осорио-де-Москосо-и-Рейносо, 20-й маркизы Асторга. 15 августа 1975 года она вышла замуж за юриста Франсиско Хосе Лопеса-Весерру де Соле и Мартин-де-Варгас (род. 1948), сеньора де Техада. Их дети:
- Мария де ла Соледад Лопес-де-Соле-и-де-Казанова, маркиза де ла Вега де ла Сагра (24 мая 1976 — 4 марта 2009)
- Альваро Франсиско Лопес-де-Соле-и-де-Казанова, 19-й виконт де Иснахар (род. 9 апреля 1978)
- Менсия Лопес-де-Соле-и-де-Казанова, 18-я маркиза дель Сенете (род. 18 апреля 1988)

## Источники

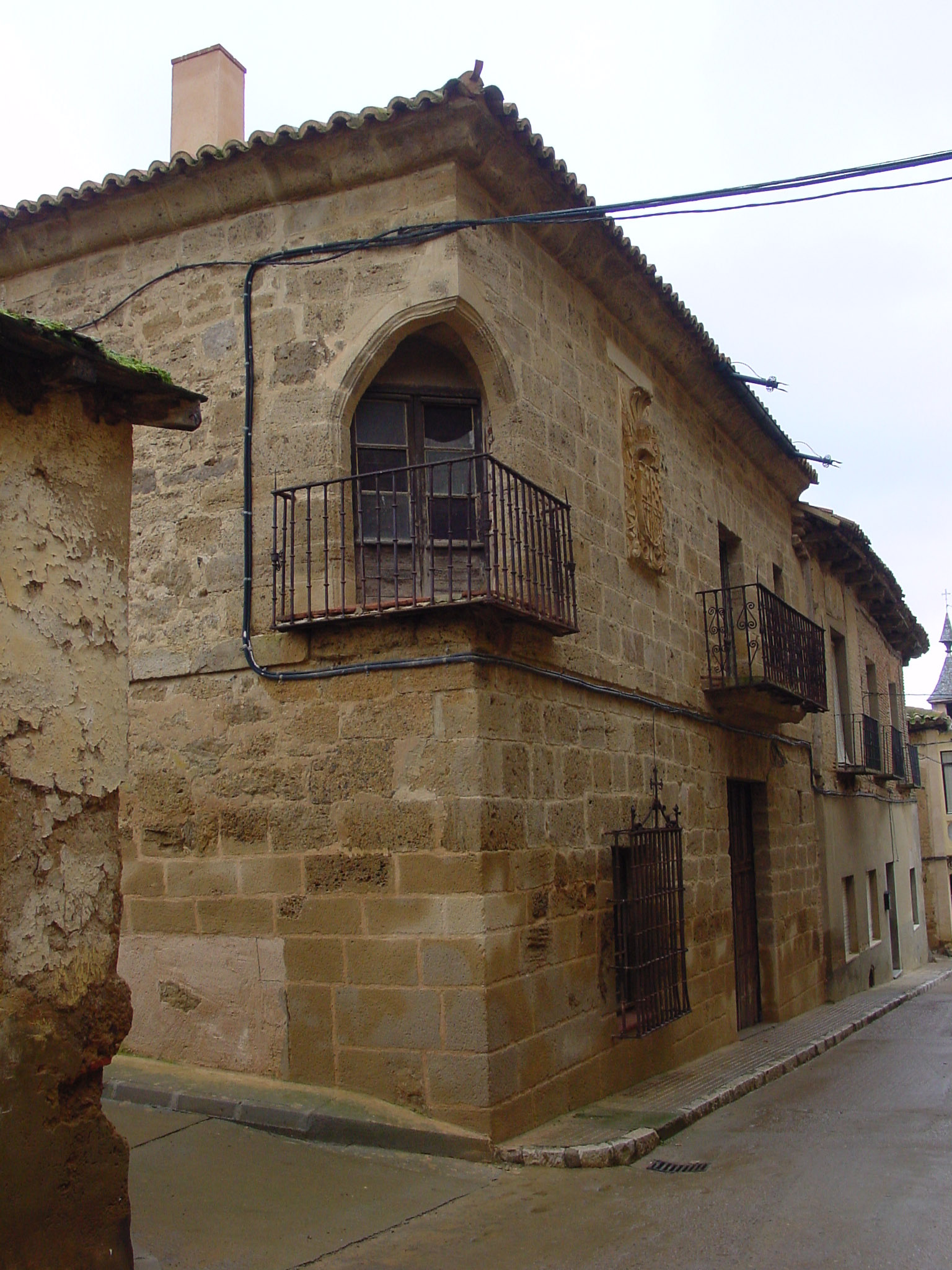
Палацио в городе Вальдерас, рода Осорио.